# تفنگ سیاوش
سیاوش یک تفنگ گلوله‌زنی جهت شکار چهارپایان می‌باشد. لوله سلاح از جنس فولاد ضد زنگ و دارای ۴ خان راستگرد بوده و به صورت معمول با کالیبر ۰٫۳۲۳ ارائه می‌شود. جنس قنداق سلاح از چوب گردو است.
این سلاح ترکیبی از نخجیر ۳ و لوله کالیبر ۰٫۳۲۳ مگنوم می‌باشد.
گونه نظامی این سلاح به صورت تفنگ تک‌تیراندازی با کالیبر ۵۱×۷٫۶۲ ارائه می‌شود.

## مشخصات عمومی
- کالیبر: ۰٫۳۲۳
- طول سلاح: ۱۱۷۰ میلیمتر
- وزن با دوربین: ۵٫۷ کیلوگرم
- وزن بدون دوربین: ۴٫۷۵ کیلوگرم
- برد مؤثر: ۹۵۰ متر
- برد نهایی: ۶۲۰۰ متر
- خشاب: ۵ تیری